# Pic bridé
Piculus callopterus
Espèce
Statut de conservation UICN

 LC  : Préoccupation mineure
Le Pic bridé (Piculus callopterus) est une espèce d'oiseau de la famille des Picidae.